# キョテラ県
キョテラ県（キョテラけん、またはカヨーテラ、チョテラ 英語: Kyotera District）はウガンダ、中央地域（旧ブガンダ王国）の県のひとつ。県都は同名のキョテラ（別名カサッリ）。
ヴィクトリア湖に接しており、沿岸の小さな島も管轄にある。
人口29万人（2017年推計）。

## 歴史
2017年7月1日にラカイ県のキョテラ郡が分離する形で発足。

## 隣接する県
- ラカイ県
- ルウェンゴ県
- マサカ県
- カゲラ州